# Yanyuan
Yanyuan (en chino, 盐源; pinyin, Yányuán, en nuosu, ꋂꂿ; romanizado, ce mo) es un condado bajo la administración directa de la Prefectura Liangshan. Se ubica en la provincia de Sichuan, centro-sur de la República Popular China. Su área es de 8406  km² y su población total para 2010 superó los 350 mil habitantes.

## Administración
Desde julio de 2020, el Condado Yanyuan se divide en 24 pueblos que se administran en 1 subdistrito, 17  poblados, 5 villas y 1 villa étnica.

## Toponimia
El topónimo Yanyuan significa 'fuente de sal'. Las Crónicas de Yanyuan de la dinastía Qing explica; El condado es rico en sal (yan), y su fuente (yuan) son los ríos Yalong y Jinsha.
El nombre completo nuosu es ' ce mo lur kur' y significa 'lugar o donde la gente vio por primera vez la sal'.